# Columbo: Des Teufels Corporal
Des Teufels Corporal (Originaltitel By Dawn’s Early Light) ist eine erstmals im Rahmen der NBC-Sunday-Mystery-Movie-Serie gesendete Episode der Kriminalfilm-Reihe Columbo aus dem Jahr 1974. Die deutschsprachige Erstausstrahlung der dritten Folge der vierten Staffel folgte erst 1992 auf RTL plus. Der irisch-US-amerikanische Schauspieler Patrick McGoohan verkörpert als Colonel Lyle C. Rumford den Gegenspieler von Inspektor Columbo, dargestellt von Peter Falk.

## Handlung
Colonel Lyle C. Rumford ist Kommandant einer privaten Militärakademie. Der Enkel des Gründers William Haynes möchte die ehrwürdige Einrichtung allerdings in ein gemischtes Junior College überführen. Vordergründig beklagt er die sinkende Auslastung, doch die Beziehung zum Colonel ist ohnehin angespannt, seitdem Haynes vor vielen Jahren als Kadett die Autorität des strengen und pflichtbewussten Ausbilders erdulden musste. In der ruhigen Morgendämmerung ersetzt Rumford das Schwarzpulver einer Übungsgranate durch Plastiksprengstoff und stopft ein Reinigungstuch in das Rohr einer historischen Feldkanone auf dem Campus, die im Rahmen der bevorstehenden Feierlichkeiten zum jährlichen Gründungstag abgefeuert werden soll. Zufällig erspäht er einen Glaskrug mit Cidre, der zur Gärung vor dem Fenster eines der Schlafräume aufgehängt ist. Im weiteren Verlauf des Tages beauftragt er Captain Loomis mit der Suche nach dem verbotenen Getränk sowie den sündigen Verantwortlichen. Am Vormittag empfängt Rumford Haynes als Ehrengast der Veranstaltung in seinem Büro, um die Meinungsverschiedenheiten über die Zukunft des College zu erörtern. Bei einem lautstarken Wortwechsel bekräftigt der Vorsitzende des Aufsichtsgremiums seine tiefgreifenden Pläne. Geschickt überredet Rumford den Gast, der traditionellen Zeremonie ausnahmsweise selbst vorzustehen. Als Haynes das präparierte Geschütz während der Parade zündet, kommt es zu einer heftigen Explosion, bei der er getötet wird.
Die ermittelnde Polizei geht zunächst von einem Unfall aus, der auf altersgemäßen Verschleiß der Kanone zurückzuführen ist. Inspektor Columbo entdeckt jedoch verkohlte Überreste des Putzlappens und erfährt bei einem Gespräch mit Rumford, dass Roy Springer zur Reinigung eingeteilt war. Der junge Kadett wurde schon zweimal suspendiert und gilt als nachlässig. Columbo sucht ihn in seinem Zimmer auf und zeigt ihm das Fundstück. Unumwunden identifiziert Springer das ölige Tuch, weist aber jede Schuld von sich. Obwohl der Inspektor der Aussage intuitiv Glauben schenkt, scheint der junge Kadett dennoch etwas zu verbergen. Um die Untersuchungen voranzutreiben, entschließt sich Columbo, die Nacht im College zu verbringen. Am nächsten Morgen macht er das Versteck für den Cidre im Lüftungsschacht des Waschraumes ausfindig, ohne das Geheimnis preiszugeben. Durch die besonderen Unglücksumstände gerät nun Rumford unter Anfangsverdacht. So haben sich weit entfernt wohnende Personen über das laute Explosionsgeräusch beklagt. Diese Beobachtung deckt sich zudem mit der Laboranalyse, die Spuren von C4-Sprengstoff an Fragmenten des zerstörten Kanonenrohres nachgewiesen hat und somit eine Mordabsicht vermuten lässt. Darüber hinaus befand sich im Wagen des Verstorbenen eine technische Zeichnung für den Umbau der Sporthalle, obwohl die vorhandene erst vor wenigen Jahren fertiggestellt wurde.
Nachdem Springer von Rumford mit der unzutreffenden Behauptung, eine Mordanklage stehe unmittelbar bevor, unter Druck gesetzt worden ist, verlässt er verängstigt die Akademie. Der Inspektor findet heraus, dass sich der Kadett bei seiner Freundin versteckt hält, und überredet ihn zur Rückkehr. Im Büro des Colonels erklärt Springer, er habe sich am Abend vor der Feier ebenfalls außerhalb des Geländes aufgehalten. Folglich konnte er keinesfalls das Tuch versehentlich zurücklassen. Columbo gibt vor, über die Möglichkeit einer Verwechslung nachzudenken, bei der Rumford selbst das Ziel des Anschlages gewesen sein könnte. Außer ihm haben nur Loomis und Springer Zugang zum Waffenraum, in dem die Geschützmunition gelagert wird. Ein genauer Blick auf Haynes’ Entwurf für die Turnhalle liefert schließlich das Mordmotiv: In einem der Umkleideräume sind keine Urinale vorgesehen, was auf eine Nutzung durch Studentinnen und damit auf eine Umwidmung der Akademie hindeutet. Zwecks Fortsetzung der Suche nach dem Alkohol lässt Rumford erfolglos das gesamte Gebäude inspizieren. Um das Vertrauen der Kadetten zu gewinnen, hat der Inspektor das Beweisstück zuvor an sich genommen. Im Morgengrauen wird der Colonel zum Tatort gerufen, weil der Krug erneut im Fenster zu sehen ist. Columbo kommt hinzu und klärt den Fall auf: Nach Aussage der anwesenden Zeugen wurde er erstmals in der Nacht vor dem Mord aufgehängt. Demnach konnte ihn Rumford lediglich in einem kurzen Zeitfenster erkennen. Vor Tagesanbruch war es zu dunkel und bereits 15 Minuten später wurde der Cidre von den Kadetten in das andere Versteck gebracht. Außerdem ist das Fenster nur vom Standort der Kanone aus durch eine Lücke zwischen den Bäumen sichtbar. Rumford hat durch die Auslösung der Suchaktion sein eigenes Alibi untergraben. Er gesteht die Tat, zeigt aber unter Verweis auf die Sicherheitsinteressen seines Landes keine Reue.

## Hintergrund
Die Episode markiert den Beginn der Zusammenarbeit mit Patrick McGoohan, der in der Fernsehreihe insgesamt viermal als mordender Schauspieler vor sowie fünfmal als Regisseur hinter der Kamera agierte und darüber hinaus weitere Beiträge als Produzent und Drehbuchautor leistete. Nach dem Vertragsstreit zwischen Peter Falk und Universal im Verlauf der vorangegangenen Episode starteten die Dreharbeiten mit einer Verzögerung von mehr als sechs Wochen. Nachdem Jack Warden und Richard Basehart in die engere Auswahl für die Rolle des Gegenspielers gekommen waren, wurde zunächst Ed Asner unter Vertrag genommen. Die fehlende Planungssicherheit sorgte jedoch für einen Sinneswandel beim für die Sitcom Mary Tyler Moore terminlich verpflichteten Schauspieler und setzte den verantwortlichen Produzenten Everett Chambers unter Handlungsdruck. McGoohan wurde schließlich mit dem Argument überzeugt, seine damals noch fehlende Popularität in den Vereinigten Staaten durch die Mitwirkung in einer prestigeträchtigen Fernsehsendung zu steigern, um anschließend mehr Filmangebote zu bekommen. In den 1960er-Jahren hatte er überwiegend in britischen Fernsehserien mitgespielt, sodass sich sowohl der Fernsehsender NBC als auch Falk anfangs gegen die Entscheidung stellten. Rückblickend erklärte McGoohan: „Das ist wahrscheinlich meine Lieblingsfolge [der drei Columbo-Episoden]. Es könnte meine Lieblingsrolle in den Vereinigten Staaten sein. Es hat ein bisschen Arbeit gekostet, aber ich fand es ausgezeichnet. Aufgrund dieser Erfahrung stimmte ich zu, die anderen Folgen zu machen. […] Es war eine wunderbare Rolle. Ich habe sie etwas neurotischer angelegt. Ich habe den Kommandanten nicht als Bösewicht betrachtet. Gar nicht. Er dachte, dass er das Richtige tat. Er hat wegen seiner Ideale einen Mord begangen. Er würde als Soldat leben und sterben.“
McGoohan war bekannt dafür, die fertiggestellten Drehbücher nochmals zu überarbeiten, um den von ihm dargestellten Figuren mehr Präsenz zu verschaffen. So wurde der Dialog in der Kantine zwischen Colonel Rumford und Inspektor Columbo verlängert, damit der Mörder seine Auffassung von Ehre und Gerechtigkeit zum Ausdruck bringt und die Zuschauer besser verstehen, von welchen Motiven er geleitet wird. McGoohan erinnerte sich: „Peter konnte verrückt werden, wenn die Drehbücher nicht seinen Ansprüchen entsprachen. […] Aber das Skript war in einem miserablen Zustand. Ich stieg in den Flieger nach South Carolina und ging gerade das Drehbuch durch, als Peter, der überall wie Columbo aussah, an Bord stieg. Es gab eine Zwischenlandung. Schließlich kam er mit gesenktem Kopf zu mir und fragte: ‚Was hältst Du von dem Skript?‘ […] Es musste korrigiert werden.“ Über die Frage, wer welchen Anteil am endgültigen Drehbuch hatte, entwickelte sich eine verbale Auseinandersetzung. Der Autor Howard Berk betonte, nur die Writers Guild entscheide, ob McGoohan in den Filmcredits aufgeführt wird, und entgegnete: „Tatsächlich wurden nur sehr wenige Änderungen vorgenommen. Es gibt kaum einen Unterschied zwischen dem Originalskript und dem, was letztendlich auf dem Bildschirm erschien. Ich habe keine Ahnung, was McGoohan behauptet, getan zu haben. Er hätte nicht allzu viel machen können. Das konnte er auf keinen Fall. Das steht außer Frage. Patrick hat ein sehr großspuriges Auftreten – Punkt, Ende der Geschichte.“ Die Klärung der urheberrechtlichen Fragen wird zusätzlich erschwert, weil zur selben Zeit die Erzählung The Dean’s Death von Alfred Lawrence publiziert wurde. Während die anderen Ausgaben der Columbo-Romanreihe auf den Fernsehepisoden beruhen, könnte Berk von der literarischen Vorlage über einen Schulleiter eines fiktiven College trotz abweichender Handlung und Charaktere inspiriert worden sein.
Die Dreharbeiten fanden vom 12. bis 31. August 1974 im Militärcollege The Citadel in Charleston kurz vor dem Beginn des Herbstsemesters statt. Nahe gelegene Drehorte in Kalifornien kamen nicht infrage, weil die dort angesiedelten Militärakademien aufgrund der architektonischen und räumlichen Gegebenheiten als nicht geeignet erschienen. Richard Irving, der Regisseur des Pilotfilmes Mord nach Rezept und späterer Produzent, vermittelte über seinen Schwager und einflussreichen State Senator den Kontakt zum College an der Ostküste der Vereinigten Staaten. Für die Nutzung des Geländes und der Räumlichkeiten leistete Universal eine entsprechende Kompensationszahlung. Einige der in der Einrichtung verbliebenen Kadetten dienten als Statisten, und auch der Generalleutnant a. D. George M. Seignious stellte als Präsident der Akademie sein Büro vorübergehend zur Verfügung. Weit entfernt von den beeinflussbaren Bedingungen in den vertrauten Filmstudios hatte die Crew vor Ort mit einigen Problemen zu kämpfen, darunter brummende Leuchtröhren und neugierige Zuschauer im Hintergrund einer Einstellung. Als ein Großteil der Kadetten gegen Ende der Dreharbeiten auf den Campus zurückkehrte, hielten sie den uniformierten McGoohan für einen wirklichen Offizier und salutierten. In Unkenntnis über die militärischen Regeln ignorierte der Schauspieler anfangs die Ehrenbezeugungen und sorgte damit für Irritationen. Während seines Restaufenthaltes gab er den militärischen Gruß geschätzte 2.000 Mal zurück, um seine „Untergebenen“ zu erlösen.
Für die Episode wurde Bruce Kirby, der bereits in einer Nebenrolle in Ein Hauch von Mord auftrat, erstmals als Sergeant George Kramer gecastet. Chambers, der genauso wie Falk eng mit ihm befreundet war, sah in der Figur mit dem ausdruckslosen Gesicht einen geeigneten Gegenpart für Columbo. Kirby trat in insgesamt sechs Folgen der Reihe auf. Sein Sohn Bruno spielte den Kadetten Morgan, der an der heimlichen Herstellung des Cidre maßgeblich beteiligt war.
Der englische Originaltitel stammt aus der zweiten Zeile der ersten Strophe der US-amerikanischen Nationalhymne The Star-Spangled Banner und bedeutet wörtlich übersetzt „im frühen Licht der Morgendämmerung“. Das Zitat spielt sowohl auf den Zeitpunkt der Tatvorbereitung als auch auf die patriotischen Wertvorstellungen des Mörders an. Der deutsche Titel ist unpräzise, da der Täter kein Korporal, sondern ein Oberst (engl. „colonel“) ist. Möglicherweise wurde eine Anlehnung an den Film und das Theaterstück Des Teufels General beabsichtigt.

## Besetzung und Synchronisation
Die deutschsprachige Synchronfassung entstand im Jahr 1992 bei der Alster Studios Synchron.
| Figur                             | Darsteller         | Deutscher Sprecher |
| --------------------------------- | ------------------ | ------------------ |
| Lieutenant Columbo                | Peter Falk         | Claus Biederstaedt |
| Gaststars                         |                    |                    |
| Colonel Lyle C. Rumford           | Patrick McGoohan   | Heinz Drache       |
| Captain Loomis                    | Burr DeBenning     | Manfred Reddemann  |
| Miss Brady                        | Madeleine Sherwood | Micaëla Kreißler   |
| William Haynes                    | Tom Simcox         | Holger Mahlich     |
| Weitere Darsteller                |                    |                    |
| Kadett Roy Springer               | Mark Wheeler       |                    |
| Sergeant George Kramer            | Bruce Kirby        | Peter Lakenmacher  |
| Officer Corso                     | Sidney Armus       |                    |
| Jonathan B. Miller („Boodle Boy“) | Robert Clotworthy  |                    |
| Susan Gerard                      | Karen Lamm         |                    |
| Kadett Morgan                     | Bruno Kirby        |                    |

## Rezeption
Die Fernsehzeitschrift TV Spielfilm vergab eine positive Wertung (Daumen hoch): „Ein Salutschuss für diese Folge!“
Der Autor Michael Striss wertete mit drei von vier Sternen (sehr empfehlenswert): „Columbo in der Kaserne – eine interessante Konstellation, die Stoff für eine Reihe von Gags bietet. Der Zuschauer wundert sich nicht nur über die Schlafgewohnheiten des Inspektors, sondern kann auch schadenfroh miterleben, wie er in aller Frühe unwirsch geweckt wird. […] Das exzellente Zusammenspiel von Falk und Patrick McGoohan war der Auftakt für eine länger andauernde gemeinsame Arbeit an der Serie, die auch zu einer persönlichen Freundschaft führte.“
Der Autor Uwe Killing ergänzte: „Zu den absoluten Höhepunkten der Reihe zählt die Episode Des Teufels Corporal aus dem Jahr 1974: Der Schauspieler Patrick McGoohan […] spielt darin den Leiter einer Militärakademie. Größer kann der Kontrast zu Columbo, der Waffen hasst und dem jeder Drill zuwider ist, kaum sein. […] McGoohan besticht dabei mit seiner ruhigen, sachlichen Art, die mit jeder Geste ausdrückt, dass dieser Machtmensch einen klaren inneren Kompass besitzt. Mehr noch als sonst bei seinen Ermittlungen wirkt Columbo hier völlig deplatziert, und es führt zu skurrilen Begebenheiten, wenn der Colonel ihm großzügig anbietet, doch die Nacht in der Kaserne zu verbringen (am nächsten Morgen erscheint er völlig verschlafen und – ein sehr spezieller Anblick – in Unterhosen zum Appell).“
Der Autor Mark Dawidziak stellte insbesondere die betont gemächliche Inszenierung der Anfangsszene sowie die Professionalität der beiden Hauptdarsteller heraus: „Des Teufels Corporal, gedreht vor Ort in einer Militärschule in South Carolina, ist eine stilvolle und äußerst zufriedenstellende Weiterführung der Reihe. Die Eröffnung von Regisseur Harvey Hart ist eine der denkwürdigsten seit Tödliche Trennung. Das Tempo ist bewusst langsam. Es gibt keine Musik. Schritt für Schritt sehen wir, wie Rumford sich auf einen Mord vorbereitet. Die Kamera erfasst jedes Detail, auch beim Händewaschen. Es ist die Stille der Morgendämmerung. Es ist die Ruhe vor der Schlacht. […] Ein großer Teil des Verdienstes für die hohe Qualität der Episode muss Patrick McGoohan zugeschrieben werden […]. […] Seine Darstellung von Rumford ist genauso eigenwillig und faszinierend wie Falks Ermittler. Man hat das Gefühl, zwei Schauspielern dabei zuzuschauen, wie sie auf der gleichen Ebene und Wellenlänge arbeiten.“
Patrick McGoohan erhielt 1975 einen Emmy in der Kategorie Outstanding Single Performance by a Supporting Actor in a Comedy or Drama Series. Seine zweite Auszeichnung folgte 1990 für die Gastrolle in Mord nach Termin.

## Veröffentlichung
Das Medienunternehmen Koch Media veröffentlichte am 28. Juni 2013 die Blu-ray-Version der Episode. Sie enthält neben der deutschen und englischen Sprachversion auch den Originalvorspann der NBC-Mystery-Movie-Reihe sowie Fotos vom Set.